# Chajim Hazaz
Chajim Hazaz, hebrejsky: חיים הזז, ‎(16. září 1898 – 24. března 1973) byl izraelský romanopisec.

## Biografie
Narodil se v malé vesničce Sidorovichi v carském Rusku (dnešní Ukrajina). Podobně jako mnoho židovských spisovatelů jeho generace, byl i on svědkem pogromů, které měly formující dopad na jeho dílo. Žil v řadě evropských velkoměst, včetně Kyjeva, Charkova, Moskvy, Konstantinopole, Paříže a Berlína, než v roce 1931 přesídlil do britské mandátní Palestiny, kde se usadil v Jeruzalémě. Jeho manželkou byla básnířka Jocheved Bat Mirjam a jejich jediný syn Nachum padl v izraelské válce za nezávislost v roce 1948. Od roku 1961 až do své smrti žil v jeruzalémské čtvrti Talbija.

## Rané dílo
Své vůbec první dílo publikoval pod pseudonymem. Poté mu vyšlo několik povídek v časopisech. V druhé polovině 20. let si již jeho příběhy začaly získávat uznání. Mnohé z nich se odehrávají na pozadí bolševické revoluce v Rusku. V roce 1930 vyšel jeho první román (בישוב של יער), který je o židovské rodině na Ukrajině za rusko-japonské války.

## Ocenění
- V roce 1942 (společně s Ša'ulem Černichovskim) a znovu v roce 1970 mu byla udělena Bialikova cena za literaturu[4]
- V roce 1953 mu byla, v první rok její existence, udělena Izraelská cena za literaturu[5]